# Día de acción de gracias

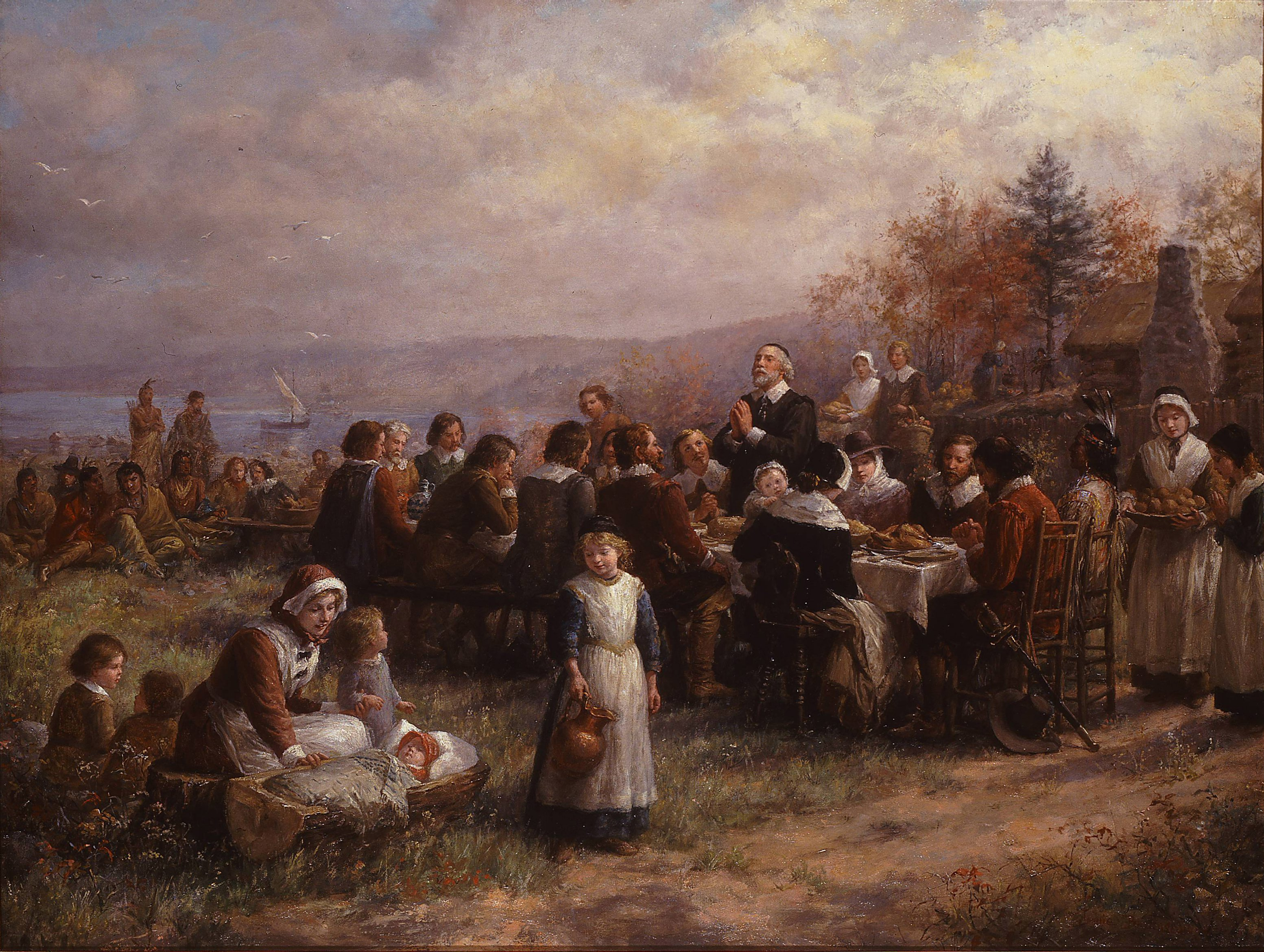
Acción de Gracias en Plymouth, óleo sobre lienzo de Jennie Augusta Brownscombe, 1925 Museo Nacional de la Mujer en las Artes

El Día de Acción de Gracias, un feriado federal en los Estados Unidos, se celebra el cuarto jueves de noviembre. Fuera de Estados Unidos, a veces se le denomina Acción de Gracias estadounidense, diferenciándolo de la festividad canadiense del mismo nombre y de celebraciones similares en otras regiones. Este día tiene sus raíces como una jornada de acción de gracias y festival de la cosecha, centrado en expresar gratitud. La cena de Acción de Gracias sigue siendo la pieza central de las festividades, caracterizada por platillos tradicionales de cocina indígena de las Américas, como pavo, papas (frecuentemente en puré o dulces), calabaza, maíz, judías verdes, arándanos (comúnmente en forma de salsa) y pastel de calabaza. Además, el Día de Acción de Gracias se asocia con acciones caritativas que ofrecen cenas para los menos afortunados, la asistencia a servicios religiosos y la participación en eventos televisivos como el Desfile del Día de Acción de Gracias de Macy's y el Desfile de Acción de Gracias de Estados Unidos, así como partidos de fútbol americano de la NFL. Este día marca el inicio de la temporada navideña, y el siguiente, conocido como el Black Friday, se considera el día de compras más concurrido del año en los Estados Unidos.

## Historia

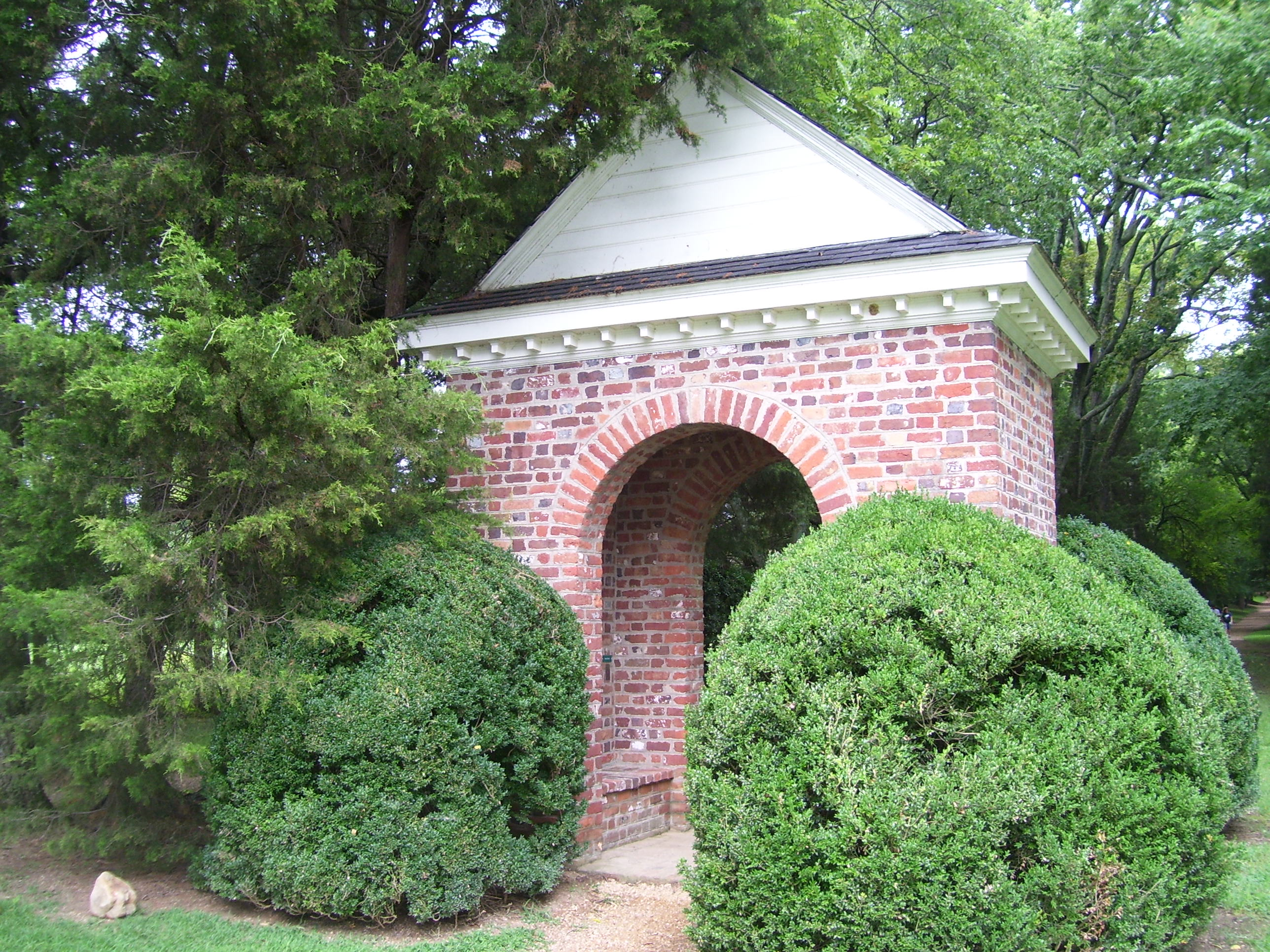
Santuario del primer Día de Acción de Gracias de Estados Unidos en 1619 en Berkeley Plantation en el condado de Charles City, Virginia

Reservar momentos para expresar gratitud por las bendiciones personales, acompañados de festividades que conmemoran la cosecha, son prácticas que datan de mucho antes de la llegada de los colonizadores europeos a América del Norte. Los puritanos observaban jornadas de ayuno para solicitar el favor divino y, a su vez, días de acción de gracias para agradecer a Dios por cosechas fructíferas, victorias y otras ocasiones jubilosas. Los registros de servicios de acción de gracias en territorios que hoy conforman los Estados Unidos datan del siglo XVI, llevados a cabo por españoles y franceses. Estas celebraciones implicaban servicios religiosos y opulentos banquetes. Según el historiador Michael Gannon, San Agustín, Florida, vio sus inicios con un banquete de acción de gracias compartido el 8 de septiembre de 1565.
Las ceremonias de Acción de Gracias eran una práctica común en lo que al final se convertiría en la Commonwealth de Virginia ya en 1607; el primer asentamiento permanente en Jamestown, Virginia, realizó una festividad de agradecimiento en 1610. El 4 de diciembre de 1619, 38 colonos ingleses celebraron un día de Acción de Gracias inmediatamente después de llegar a Berkeley Hundred en el condado de Charles City, Virginia. El estatuto de la Compañía de Londres que gobernaba al grupo exigía específicamente "que el día de la llegada de nuestros barcos al lugar asignado para la plantación en la tierra de Virginia sea observado de manera anual y perpetua como un día de acción de gracias al Dios Todopoderoso". Esta conmemoración, desde la mitad del siglo XX, se celebra anualmente en la actual Berkeley Plantation, la residencia ancestral de la familia Harrison de Virginia.

## Fiestas y solemnidades tradicionales

### Alimentos de la temporada
El componente central en la mayoría de las festividades de Acción de Gracias es la comida principal de Acción de Gracias, compuesta principalmente por alimentos originarios de América.
El pavo, típicamente preparado asado y relleno (aunque a veces frito), suele ocupar un lugar destacado en la mayoría de las mesas durante la festividad del banquete de Acción de Gracias. En el solo Día de Acción de Gracias de 2019, se consumieron millones de pavos. Con una participación del 85 por ciento de la población estadounidense en esta celebración tradicional, se estima que alrededor de 276 millones de estadounidenses disfrutan de aves festivas, lo que genera un gasto aproximado de 1.05 mil millones de dólares en pavos para el Día de Acción de Gracias en 2016.
Entre los acompañamientos típicamente asociados con la cena de Acción de Gracias se encuentran el puré de patatas con salsa gravy, el relleno, las batatas, la salsa de arándanos, el maíz dulce, diversas verduras de otoño, la calabaza y el pastel de calabaza. Curiosamente, todos estos elementos son originarios de América o fueron introducidos por los europeos como nuevas fuentes de alimentos al llegar al continente. Aunque el pavo podría considerarse una excepción, ya que Philbrick (2006) sugiere que los peregrinos podrían haber estado familiarizados con el pavo en Inglaterra, a pesar de ser nativo de América. Los españoles trajeron pavos domesticados de América Central a principios del siglo XVII, y estas aves pronto se convirtieron en un manjar popular en toda Europa, incluida Inglaterra, donde el pavo, como alternativa al tradicional ganso, se estableció como un "elemento constante en las celebraciones navideñas inglesas".

### Dar las gracias

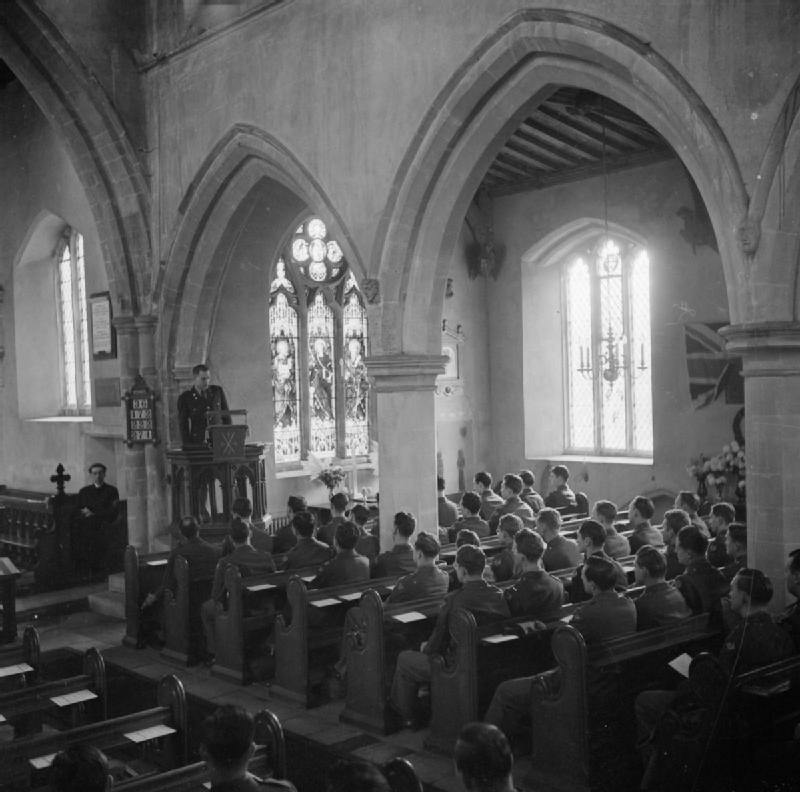
Servicio del Día de Acción de Gracias para miembros del Cuerpo Aéreo del Ejército de los Estados Unidos, celebrado en una iglesia en Cransley, Northamptonshire, Inglaterra, el 23 de noviembre de 1944

El origen del Día de Acción de Gracias se remonta a una celebración religiosa destinada a todos los miembros de la comunidad, con el propósito común de expresar gratitud a Dios. En 1541, el explorador español Francisco Vásquez de Coronado y su expedición de 1.500 hombres llevaron a cabo una misa de acción de gracias en el Cañón de Palo Duro, ubicado en el actual Panhandle de Texas. Otra acción de gracias tuvo lugar tras la victoria en la Batalla de Saratoga en 1777 durante la Guerra Revolucionaria. En su Proclamación Nacional de Acción de Gracias de 1789, el presidente Washington enumeró diversas razones nobles para establecer un Día de Acción de Gracias nacional, entre ellas la "libertad civil y religiosa", el "conocimiento útil" y el "buen cuidado" de Dios y "Su Providencia".
La práctica de expresar gratitud a Dios perdura en la actualidad de diversas maneras, destacándose la participación en servicios religiosos y la oración antes de la cena de Acción de Gracias. Numerosas congregaciones ofrecen servicios de adoración y eventos temáticos relacionados con Acción de Gracias durante el fin de semana previo, el día mismo o el fin de semana posterior al Día de Acción de Gracias. En el ámbito doméstico, en muchas familias es una tradición comenzar la cena de Acción de Gracias expresando agradecimientos mediante una oración, ya sea antes o después de la comida. Esta costumbre está visualizada en la icónica fotografía "Familia tomados de la mano y orando antes de una comida de Acción de Gracias". Antes de recitar la oración, es común que en la mesa cada persona comparta una razón específica por la cual está agradecida a Dios durante ese año. Mientras se pronuncia la gracia, algunas familias se toman de la mano hasta la conclusión de la oración, a menudo señalizada con un "Amén".
- Datos: Q2913791
- Multimedia: Thanksgiving in the United States / Q2913791